# 醒俗畫報
《醒俗畫報》，後改名《醒華畫報》，是中國清末民初的一分石印畫報。1907年3月23日。在天津啟文閱報社中成立，創辦人為溫世霖和吳芷洲，第一任主筆陳辛農。
《醒俗畫報》最初為旬刊，每月出版三本，除在天津發行外，在全國各大城市也有發行，當時本地價格為每本銅元七枚，外地為大洋二角五分。1907年7月14日改為五日刊，1908年，改名為《醒華畫報》，並改為每月9期。1910年，與《醒華日報》合併，改為兩日一刊，1913年1月停刊。
其內容大要由第二期中的宗旨說明可見一斑，其指出該報旨在「喚醒國民，校正陋俗」，另外「錄事概用圖說，以期人人易知易解」。內容對於當時中國的社會文化風俗加以記錄，並對當時人認為「不良」的傳統風俗加以指責，也不時批評對政治和官場黑暗。內容形式與晚清著名的《點石齋畫報》類似，敘事時以圖為主，在圖旁加說明和評論的文字。據估計，在1912年時，《醒華畫報》的發行量約在1200分左右。